# کیجو اوکادا
کیجو اوکادا (ژاپنی: 岡田奎樹؛ زادهٔ ۲ دسامبر ۱۹۹۵)  قایقران قایق بادبانی اهل ژاپن است.